# Mas de Santa Càndia

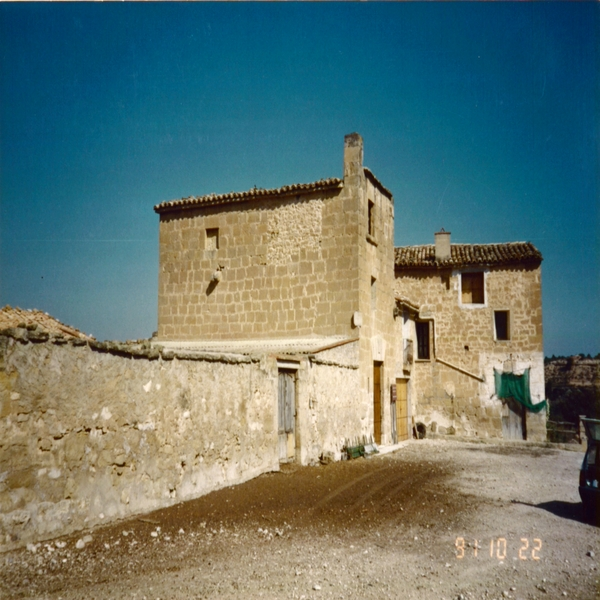
Vista del Mas de Santa Càndia. Foto provinent del Departament de Cultura. Serveis Territorials de Tortosa 01/12/1995

El Mas de Santa Càndia és un assentament agrari catalogat a l'Inventari del Patrimoni Arquitectònic de Catalunya format per un mas, una capella i corrals pel bestiar, a la partida de Santa Càndia, prop del lloc de Pinyeres, a la banda esquerra del riu Algars. A l’altra banda del riu, en un terreny més elevat, hi ha la caseria del Mas Nou.
L'accés és per mitjà d'un camí de terra que surt de la carretera de Batea a Maella, al lloc on hi ha la partició territorial de Catalunya i Aragó, poc després de travessar el riu Algars.
El mas és un exemple d'arquitectura popular rural, fet de carreus i pedra picada amb una planta baixa emprada com a magatzem, la primera com a habitatge i una golfa superior. La coberta de teula està disposada a dues aigües.
La capella de Sant Càndia és una construcció prismàtica feta de carreus ben escairats i presenta dues plantes: la baixa, on hi ha la capella i una altra superior d'ús domèstic. Aquesta darrera té dos pilars centrats a l'eix, que suporten una coberta de fusta amb teules que també es disposen a dues vessants. A més, està connectada directament amb el cor de la capella. El temple es correspon amb una nau rectangular amb capçalera plana, coberta per una volta rebaixada quasi arrodonida, partida en dues meitats per un arc faixó, també rebaixat i suportat per dues pilastres afegides als murs, amb impostes motllurades i relleus amb floretes de vuit pètals dins circumferències. La porta té una llinda i, col·locada a l'eix de la nau, amb dues espitlleres amb als laterals. Tot el conjunt està fet amb carreus.
Aquesta capella va ser restaurada l'any 1991, amb una subvenció del Departament de Cultura de la Generalitat. Es va netejar, repassar les juntes i la pavimentació, i també es va col·locar una pedra d'altar. Abans d'ésser restaurada, la capella servia com a magatzem agrícola i paller. Sobre la planta superior de la capella, es creu que podria haver estat afegida posteriorment, ja que presenta, a una de les façanes laterals, un canal de desguàs de pedra a un nivell d'entremig, a banda que s'hi pugui accedir pel cor de la capella. De totes maneres els tractaments exteriors aparenten ser homogenis.